# Koszmosz–468
Koszmosz–468 (oroszul: Космос 468) Koszmosz műhold, a szovjet műszeres műhold-sorozat tagja. Telekommunikációs műhold, típusa Sztrela–2M  (Стрела–2M).

## Küldetés
Háromszintű kommunikációs műholdrendszer, két különálló, telepített rendszer biztosította az összeköttetést a szovjet Honvédelmi Minisztérium és a hadseregek parancsnokságai között. 1970–1994 között összesen 59 Sztrela–2M állt szolgálatba.

## Jellemzői
Gyártotta az OKB-586 Pivdenmas (Південмаш) az ukrajnai Dnyipropetrovszkban működő vállalat. Üzemeltette a Honvédelmi Minisztérium (oroszul: Министерство обороны–МО).
Megnevezései: COSPAR: 1971-114A. Kódszáma: 5705.
1971. december 17-én a Pleszeck űrrepülőtérről az LC–132/2 (LC–Launch Complex) jelű indítóállványról egy Koszmosz–3M (11K65M 65014-102) segítségével indították alacsony Föld körüli pályára (LEO = Low-Earth Orbit). Az orbitális egység alappályája 100,47 perces, 74,01 fokos hajlásszögű, elliptikus pálya perigeuma 770 kilométer, apogeuma 792 kilométer volt.
Stabilitását (tájolását) passzív mágneses-gravitációs igazodással biztosították. Hengeres alakú, átmérője 2,035, hossza 3 méter, tömege 750 kilogramm. Az űreszköz felületét napelemek borították (150 W), éjszakai (földárnyék) energiaellátását újratölthető nikkel-kadmium akkumulátorok biztosították. Kialakított hűtőrendszere biztosította az üzemi hőmérsékletet. Az orbitális egység pályáját gázfúvókái segítségével korrigálták. Szolgálati időtartama 24 hónaptól 36 hónapig tartott.